# 布伦纳山口马特赖
布伦纳山口马特赖（德語：Matrei am Brenner）是奥地利蒂罗尔州因斯布鲁克乡村县的一个市镇。总面积0.36平方公里，总人口902人，人口密度2505.6人/平方公里（2011年）。